# Twink (musicien)
Pour les articles homonymes, voir Twink et Alder.
Twink, de son vrai nom John Charles Alder (né le 29 novembre 1944 à Colchester), est un musicien britannique de rock psychédélique.

## Biographie
Natif de Colchester, dans l'Essex, John Charles Alder est issu d'une famille comptant plusieurs musiciens, dont une grand-mère pianiste. Il s'intéresse à la musique dès son enfance et commence en 1963 à jouer de la batterie au sein de Dane Stephens and the Deep Beats, un groupe de rhythm and blues local. Ils se rebaptisent The Fairies (en) l'année suivante et enregistrent trois singles en 1964 et 1965, dont une reprise de Don't Think Twice, It's All Right de Bob Dylan. Durant cette période, Alder adopte son nom de scène en référence à une marque de lotion pour les cheveux.
Les Fairies se séparent en 1966 et Twink est embauché par un groupe de rhythm and blues londonien, The In-Crowd. Rebaptisé Tomorrow, ce groupe, qui comprend également le chanteur Keith West (en) et le guitariste Steve Howe, devient l'un des pionniers du rock psychédélique au Royaume-Uni. Ils enregistrent quelques singles, dont My White Bicycle (en), et un album avant de se séparer en 1968. Twink remplace ensuite le batteur des Pretty Things Skip Alan et participe à l'enregistrement de S.F. Sorrow, l'un des tout premiers opéras-rock.
Sur une suggestion de Seymour Stein, le fondateur du label Sire Records, Twink enregistre son premier album solo, Think Pink (en). Il sort en 1970, peu après son départ des Pretty Things. Il forme ensuite un nouveau groupe, les Pink Fairies, avec Mick Farren (ex-Deviants) et Steve Peregrin Took (ex-membre de T. Rex). Ce trio ne dure pas longtemps et Twink, resté seul, fait appel aux autres membres des Deviants (le guitariste Paul Rudolph, le bassiste Duncan Sanderson et le batteur Russell Hunter) pour mettre sur pied une nouvelle mouture des Pink Fairies. Ce quatuor n'enregistre qu'un seul album, Never Never Land (1971), avant que Twink ne le quitte.
Après un séjour au Maroc, Twink s'installe à Cambridge et travaille avec le Last Minute Put Together Boogie Band. Ce projet débouche sur le trio Stars, où Twink collabore avec le bassiste Jack Monck (en) et Syd Barrett. Cette expérience, qui constitue l'un des derniers projets musicaux de Barrett, prend fin après seulement quelques concerts. Twink se produit également à l'occasion avec Hawkwind et participe au concert de réunion des Pink Fairies qui prend place à la Roundhouse le 13 juillet 1975.
À la fin des années 1970, Twink développe un style musical qu'il qualifie d'« acid punk » sur le single I Wanna Be Free (1976, crédité aux Rings) et l'EP Do It '77 (1978, crédit à Twink & the Fairies). Installé en Belgique, il participe à l'enregistrement de Victim of Time, le premier album du groupe punk Elton Motello (1978).
Après quelques années d'inactivité, Twink met sur pied son propre label indépendant à la fin des années 1980 et participe à une réunion des Pink Fairies qui débouche sur l'album Kill 'Em and Eat 'Em (en) (1987). Il collabore avec les groupes Plasticland et The Bevis Frond (en). Dans les années 1990, il publie deux albums réalisés avec Nik Turner, l'ancien saxophoniste de Hawkwind, sous les noms de « Pinkwind » et « Hawkfairies », et retrouve Paul Rudolph pour deux autres albums édités sous le nom des Pink Fairies.
Twink s'installe à Marrakech au début des années 2000. Il se convertit à l'islam en 2006 et adopte le nom de Mohammed Abdullah, tout en continuant à sortir des albums sous le nom de Twink, parmi lesquels trois suites de Think Pink entre 2015 et 2019.

## Discographie

### Albums studio
- 1970 : Think Pink (en)
- 1989 : You Need a Fairy Godmother (avec Plasticland)
- 1990 : Mr. Rainbow
- 1991 : Magic Eye (avec The Bevis Frond (en))
- 2015 : Think Pink II
- 2018 : Think Pink III
- 2019 : Sympathy for the Beast: Songs from the Poems of Aleister Crowley
- 2019 : Think Pink IV: Return to Deep Space

### Comme membre de groupe
- 1968 : Tomorrow (en) de Tomorrow
- 1968 : S.F. Sorrow des Pretty Things
- 1971 : Never Never Land des Pink Fairies
- 1982 : Live at the Roundhouse 1975 (en) des Pink Fairies (enregistré en 1975)
- 1987 : Kill 'Em and Eat 'Em (en) des Pink Fairies
- 1995 : Festival of the Sun de Pinkwind
- 1996 : Pleasure Island des Pink Fairies
- 1996 : Purple Haze de Hawkfairies
- 1997 : No Picture des Pink Fairies
- 2009 : Philippe DeBarge des Pretty Things (enregistré en 1969)

### Participations
- 1970 : Mona – The Carnivorous Circus (en) de Mick Farren
- 1974 : Captain Lockheed and the Starfighters (en) de Robert Calvert
- 1978 : Victim of Time d'Elton Motello
- 1989 : One Hundred Miles Below de Magic Muscle
- 2018 : Crowley and Me de Jon Povey